# Sint-Hubertuskerk (Brugge)

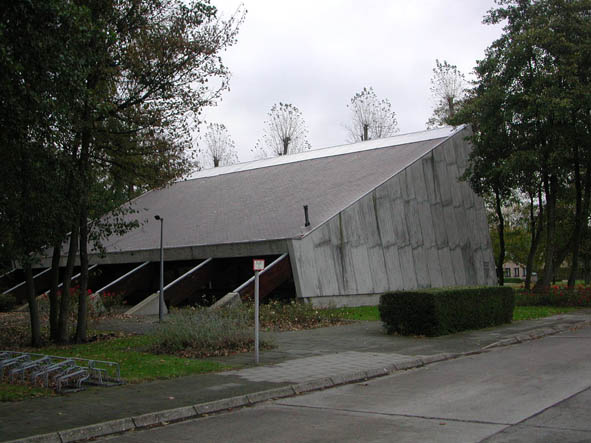
Sint-Hubertuskerk

De Sint-Hubertuskerk was een kerkgebouw in de wijk Blijmare van de tot de West-Vlaamse stad Brugge behorende deelgemeente Sint-Andries, gelegen aan de Knotwilgenlaan.

## Geschiedenis
De - oorspronkelijk Wilgenlaan genaamde - straat werd in 1966 aangelegd. Toen Sint-Andries in 1970 met Brugge fuseerde, werd het Knotwilgenlaan.
In 1978 werd aan deze straat de Sint-Hubertuskerk gebouwd, nadat er in 1972 al een schooltje was verrezen. Het kerkje werd in 2012 onttrokken aan de eredienst, vanwege priestertekort en te weinig gelovigen. In 2016 werd het gebouw gesloopt om plaats te maken voor appartementen.

## Gebouw
Het kerkje kende een kerkzaal met schuin aflopend dak, gedragen door houten dakspanten. Ervoor stond een portaal onder zadeldak, voorzien van een kleine dakruiter.